# Miss Internacional Estados Unidos
Miss Internacional Estados Unidos (en inglés: Miss U.S. International) es un concurso de belleza nacional en Estados Unidos. Se encarga de seleccionar a la representante del país para el concurso Miss Internacional.
La actual portadora del título es Kenyatta Beazer de Maryland, quien fue coronada el 22 de julio de 2022. Beazer representó a Estados Unidos en Miss Internacional 2023.

## Historia
A principios de la década de 1960, Estados Unidos estuvo representado por Miss National Press Photographer. De 1963 a 1967, los organizadores presentaron a las candidatas de la sección Miss American Beauty unos días antes de las finales de Miss Internacional, y después de eso, la banda de la representante de Estados Unidos se cambió a American Beauty en lugar de Estados Unidos.
Desde que Miss Internacional se mudó a Japón en 1968. De 1968 a 1970, invitaron a Miss Welcome a Long Beach, que, patrocinada por la Cámara de Comercio Junior, seleccionó a la ganadora para competir en Miss Internacional en Japón.
A Alfred Patricelli de Bridgeport, Connecticut, quien era el director ejecutivo de Miss Mundo Estados Unidos se le pidió que seleccionara a las concursantes. De 1971 a 1976, seleccionó personalmente a las representantes de sus listas de concursantes de Miss Mundo Estados Unidos. Sin embargo, organizó el concurso Miss Internacional Estados Unidos solo 2 veces, que se llevaron a cabo en 1973 y 1975.
De 1977 a 1983, California Beauty Pageant Inc., dirigida por Leonard Stallcup, fue la portadora de la licencia de Miss Internacional. Organizó Miss California Internacional, y la ganadora cada año representó como American Beauty en Miss Internacional.
De 1984 a 1989, la organización Miss Universo fue la portadora de la licencia y envió finalistas de Miss USA a Miss Internacional.

## Ganadoras
Esta es una lista de mujeres que han representado a los Estados Unidos en el certamen de Miss Internacional.
Colores clave
- Declarada como ganadora
- Terminó como finalista
- Terminó como una de las semifinalistas o cuartofinalistas

| Año  | Nombre               | Edad             | Estado              | Ciudad natal       | Posición en Miss Internacional | Notas |  |
| ---- | -------------------- | ---------------- | ------------------- | ------------------ | ------------------------------ | --- |  |
| 1960 | Charlene Lundberg    | 19               | Illinois            | Joliet             | Cuarta finalista               | |  |
| 1961 | Jo Ann Dyer          | 22               | Ohio                | Lima               | No clasificó                   | |  |
| 1962 | Carolyn Joyner†      | 19               | Kansas              | Freeport           | Cuarta finalista               | |  |
| 1963 | Joyce Bryan†         | 20               | Florida             | Miami              | Tercera finalista              | |  |
| 1964 | Linda Ann Taylor     | 18               | California          | San Diego          | Primera finalista              | |  |
| 1965 | Gail Krielow         | 21               | Ohio                | Richmond Heights   | Primera finalista              | Miss Ohio USA 1964, Top 15 en Miss USA 1964. |  |
| 1966 | No hubo concurso     | No hubo concurso | No hubo concurso    | No hubo concurso   | No hubo concurso               | No hubo concurso |  |
| 1967 | Pamela Elfast        | 19               | Nueva Jersey        | East Orange        | Segunda finalista              | |  |
| 1968 | Karen MacQuarrie     | 20               | California          | Long Beach         | Segunda finalista              | |  |
| 1969 | Gayle Kovaly         | 20               | California          | Long Beach         | Top 15                         | |  |
| 1970 | Randi Blesener       | 21               | California          | Long Beach         | Top 15                         | |  |
| 1971 | Jacqueline Jochims   | 23               | Iowa                | Carroll            | Tercera finalista              | Miss Iowa USA 1970. |  |
| 1972 | Lindsay Bloom        | 22               | Arizona             | Scottsdale         | Cuarta finalista               | Segunda finalista en Miss World USA 1971. |  |
| 1973 | Pia Canzani          | 23               | Maryland            | Baltimore          | No clasificó                   | |  |
| 1974 | Brucene Smith        | 23               | Texas               | Port Lavaca        | Miss Internacional 1974        | Miss World USA 1971, Top 7 en Miss Mundo 1971. |  |
| 1975 | Patricia Bailey      | 20               | Virginia            | Norfolk            | Tercera finalista              | |  |
| 1976 | Susan Carlson        | 21               | Nueva York          | Schenectady        | Tercera finalista              | Miss New York USA 1973, Primera finalista en Miss USA 1973. |  |
| 1977 | Laura Bobbitt        | 18               | California          | Fresno             | Cuarta finalista               | |  |
| 1978 | Katherine Ruth       | 18               | California          | Los Angeles        | Miss International 1978        | |  |
| 1979 | Anna Rapagna         | 21               | California          | Burbank            | Primera finalista              | |  |
| 1980 | Charissa Ewing       | 18               | California          | Los Ángeles        | Primera finalista              | |  |
| 1981 | Lisa Schuman         | 18               | California          | Cypress            | Top 15                         | |  |
| 1982 | Christie Claridge    | 19               | California          | Los Ángeles        | Miss International 1982        | Miss Fotogénica |  |
| 1983 | Kimberly Bleier      | 19               | California          | Los Ángeles        | Top 15                         | |  |
| 1984 | Sandra Percival      | 20               | Misuri              | Sunrise Beach      | No clasificó                   | Miss Misuri USA 1984, tercera finalista en Miss USA 1984. |  |
| 1985 | Laura Bach           | 23               | Illinois            | Elmhurst           | No compitió                    | Bach no compitió por razones desconocidas; Miss Illinois USA 1985, segunda finalista en Miss USA 1985. |  |
| 1985 | Sarie Joubert        | 22               | Luisiana            | Shreveport         | Primera finalista              | Elevada para reemplazar a Bach; Miss Louisiana USA 1985, tercera finalista en Miss USA 1985. |  |
| 1986 | Tami Tesch           | 21               | Georgia             | Hephzibah          | No compitió                    | Tesch no compitió por razones desconocidas; Miss Georgia USA 1986, segunda finalista en Miss USA 1986. |  |
| 1986 | Cindy Williams       | 22               | Misisipi            | Hattiesburg        | Top 15                         | Elevada para reemplazar a Tesch; Miss Mississippi USA 1986, tercera finalista en Miss USA 1986. |  |
| 1987 | Diane Martin         | 23               | Arizona             | Tucson             | No compitió                    | Martin no pudo competir debido al requisito de exceso de edad en el momento del concurso internacional; Miss Arizona 1985; Miss Arizona USA 1987, segunda finalista en Miss USA 1987.                                                            |  |
| 1987 | Paula Morrison       | 22               | Virginia Occidental | Barboursville      | Top 15                         | Seleccionada para reemplazar a Martin; Miss West Virginia 1987, Top 11 en Miss USA 1987. |  |
| 1988 | Dana Richmond        | 20               | Misisipi            | Madison            | Primera finalista              | Miss Mississippi USA 1988, cuarta finalista en Miss USA 1988. |  |
| 1989 | Deborah Husti        | 21               | Nueva Jersey        | Rockaway           | Top 15                         | Miss New Jersey USA 1989, segunda finalista en Miss USA 1989. |  |
| 1990 | Shawna Bouwman       | 20               | California          | Artesia            | Top 15                         | |  |
| 1991 | Kimberly Byers       | 22               | California          | Oxnard             | No clasificó                   | |  |
| 1992 | Sandra Lee Allen     | 22               | California          | Los Angeles        | No clasificó                   | |  |
| 1993 | Lynette MacFee       | 23               | California          | Pasadena           | No clasificó                   | |  |
| 1994 | Karen Kristie Doyle  | 21               | Oklahoma            | Oklahoma City      | No clasificó                   | |  |
| 1995 | Krista Loskota       | 19               | California          | San Gabriel        | No clasificó                   | |  |
| 1996 | Maya Yadira Kashak   | 18               | California          | Palm Desert        | No clasificó                   | |  |
| 1997 | Tanya Miller         | 19               | California          | Barstow            | No clasificó                   | |  |
| 1998 | Susan Paez           | 22               | California          | South Gate         | No clasificó                   | |  |
| 1999 | Jennifer Glover      | 20               | California          | Castro Valley      | No clasificó                   | Miss California USA 2001; Miss California 2002. |  |
| 2000 | Kirstin Cook         | 22               | Florida             | Miami              | No clasificó                   | |  |
| 2001 | Eleana Thompson      | 19               | California          | Lake Elsinore      | No clasificó                   | |  |
| 2002 | Mary Elizabeth Jones | 21               | California          | Mira Loma          | No clasificó                   | |  |
| 2003 | Masielle Otero       | 23               | Florida             | Miami              | No clasificó                   | |  |
| 2004 | Amy Holbrook         | 19               | California          | San Diego          | Primera finalista              | |  |
| 2005 | Anna Ward            | 24               | California          | Long Beach         | No clasificó                   | |  |
| 2006 | Sara Harrigfeld      | 26               | California          | Palm Springs       | No compitió                    | Harrigfeld fue descalificada debido al requisito de exceso. No se enviaron finalistas a Miss Internacional 2006. |  |
| 2007 | April Strong         | 19               | Illinois            | Chicago            | No clasificó                   | |  |
| 2008 | Kelly Best           | 21               | Míchigan            | Troy               | No clasificó                   | Miss Michigan USA 2007, Top 15 en Miss USA 2007. |  |
| 2009 | Aileen Jan Yap       | 20               | Texas               | Willis             | No clasificó                   | Miss Mobile Beauty. |  |
| 2010 | Casandra Tressler    | 24               | Maryland            | Oakland            | No clasificó                   | Miss Maryland USA 2008. |  |
| 2011 | Kristen Little       | 22               | Nuevo México        | Atlanta            | No clasificó                   | |  |
| 2012 | Amanda Delgado       | 22               | California          | Victorville        | Top 15                         | |  |
| 2013 | Andrea Neu           | 22               | Colorado            | Pueblo             | Top 15                         | Miss Tierra Estados Unidos 2014, primera finalista Miss Tierra 2014. |  |
| 2014 | Samantha Brooks      | 23               | California          | Highland           | No clasificó                   | |  |
| 2015 | Lindsay Becker       | 24               | Minnesota           | Apple Valley       | Cuarta finalista               | |  |
| 2016 | Kaitryana Leinbach   | 18               | Carolina del Norte  | Charlotte          | Cuarta finalista               | |  |
| 2017 | Shanel James         | 26               | Maryland            | Fort Meade         | No clasificó                   | |  |
| 2018 | Bonnie Walls         | 24               | Nueva York          | Nueva York         | No clasificó                   | |  |
| 2019 | Ghazal Gill          | 23               | California          | Fremont            | No clasificó                   | |  |
| 2020 | Maritsa Platis       | 19               | Carolina del Sur    | North Myrtle Beach | No se llevó a cabo un concurso | Las ediciones de Miss Internacional de 2020 y 2021 fueron canceladas debido a la pandemia de COVID-19. |  |
| 2021 | Maritsa Platis       | 19               | Carolina del Sur    | North Myrtle Beach | No se llevó a cabo un concurso | Las ediciones de Miss Internacional de 2020 y 2021 fueron canceladas debido a la pandemia de COVID-19. |  |
| 2022 | Corrin Stellakis     | 23               | Nueva York          | Bridgeport         | No clasificó                   | Miss New York Teen USA 2014; Top 12 en Miss World America 2015; Miss Tierra Estados Unidos 2016, tercera finalista en Miss Tierra 2016 (Originalmente ubicada en el Top 8, luego elevada después de que la tercera finalista original renunció). |  |
| 2023 | Kenyatta Beazer      | 25               | Maryland            | Baltimore          | No clasificó                   | Top 25 en Miss World America 2019; 1.ª finalista en Miss U.S. International 2021. |  |
| 2024 | Alysa Cook           | 24               | Florida             | Pace               | Por competir                   | Por competir |  |

Notas:
- † Ahora fallecida

### Galería de ganadoras

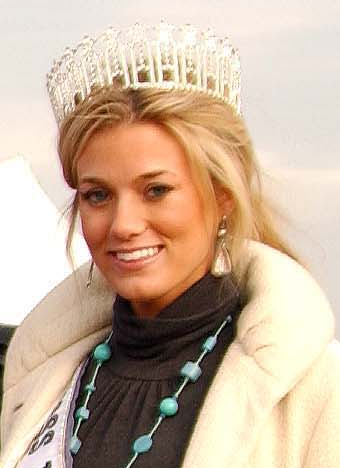
Miss U.S. International 2010 Casandra Tressler
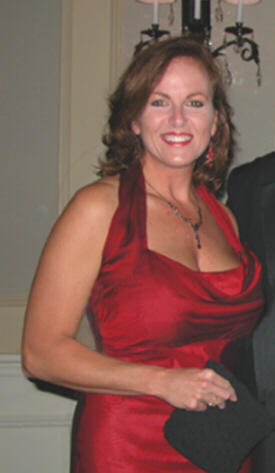
Miss International USA 1986 Cindy Williams